# Gle Guhatujoh
Gle Guhatujoh är en kulle i Indonesien.   Den ligger i provinsen Aceh, i den västra delen av landet, 1 800 km nordväst om huvudstaden Jakarta. Toppen på Gle Guhatujoh är 110 meter över havet.
Terrängen runt Gle Guhatujoh är platt åt nordost, men åt sydväst är den kuperad. Havet är nära Gle Guhatujoh åt nordost. Närmaste större samhälle är Sigli, 15,0 km sydost om Gle Guhatujoh. 